# Конрад (маркграф Мейсена)
Ко́нрад Великий (нем. Konrad der Große; ок. 1097 — 5 февраля 1157) — граф Брены и Камбурга ранее 1116, Веттина с 1124, маркграф Мейсена и граф Айленбурга в 1123—1156 годах, маркграф Нидерлаузица в 1136—1156 годах, второй сын Тимо, графа Брены из династии Веттинов, и Иды, дочери герцога Баварии Оттона Нортхеймского.

## Биография
Конрад родился около 1098 года. Его отец умер рано, воспитанием Конрада занималась его мать, Ида Нортхеймская. А отцовские владения были разделены между Конрадом и его старшим братом Деди IV. Деди получил графство Веттин, а Конраду досталось графство Брена и Камбург. В первые с титулом графа Брены Конрад упомянут в 1116 году. Владения были небольшие. Стремясь их расширить, Деди и Конрад обратили внимание на владения старшей ветви Веттиновского дома. Их двоюродный брат, Генрих I, владевший Мейсенской и Лужицкой марками, а также графством Айленбург, умер в 1103 году. А уже после его смерти родился сын, Генрих II Младший. Его опекуном стала мать, Гертруда Брауншвейгская, а император Генрих IV утвердил наследство Генриха I за его сыном.
В 1117 году умерла Гертруда Брауншвейгская, после чего Конрад стал всяческий поддерживать существовавшие слухи о том, что Генрих II не был сыном Генриха I, что Гертруда родила девочку, которую поменяла на сына незнатной женщины. В итоге Генрих в 1121 году объявил войну Конраду и захватил его, после чего заключил под стражу.
В заключении Конрад пробыл до 1123 года, когда неожиданно умер 20-летний Генрих II. Детей у Генриха не было, так что получивший свободу Конрад на правах ближайшего родственника покойного предъявил права на его наследство. Однако император Генрих V продал Мейсенскую и Лужицкую марки графу Випрехту фон Гройч. Конрад получил только Айленбург.
Но несогласные с решением императора местные дворяне во главе с герцогом Саксонии Лотарем Супплинбургским восстали и изгнали Випрехта из Мейсена. Конрад выступил на стороне Лотаря, который в награду пожаловал Конраду Мейсенскую марку. Своему другому соратнику, графу Балленштедта Альбрехту Медведю, Лотарь даровал Лужицкую марку. Столкнувшись с двумя соперниками, Випрехт не был способен удержать пожалования императора, а в 1124 году он умер, после чего Конрад надежно утвердился в Мейсене. В 1125 году император Генрих V официально подтвердил за Конрадом право на Мейсен. Избранный после смерти Генриха V императором Лотарь Супплинбургский подтвердил это пожалование.
В 1124 году умер старший брат Конрада, Деди, оставивший только дочь, поэтому его владения унаследовал Конрад.
В 1136 году Конрад участвовал в осаде Анконы в Италии. В том же году император Лотарь передал Конраду Нижнелужицкую марку (Нидерлаузиц), правитель которой, маркграф Генрих III фон Гройч, умер годом ранее. В качестве компенсации Альбрехту Медведю, владевшим Нидерлаузицем до этого, император передал Северную марку, позже преобразованную в Бранденбургскую марку. Позже к Конрад получил и территорию упразднённой Верхнелужицкой марки (Оберлаузиц) и область вокруг Дрездена.
В 1143 году владения Конрада ещё увеличились — король Германии Конрад III передал ему графства Гройч и Рохлиц. В том же году Конрад упоминается как фогт монастыря в Хемнице. В 1148 году он упоминается как фогт Гербштедтского монастыря, а также как инспектор кафедрального собора в Наумбурге. Из-за многочисленных приобретений Конрада, которые стали основой для будущего могущества Веттинского дома, саксонские хронисты в XVI веке наделили Конрада прозвищем Великий.

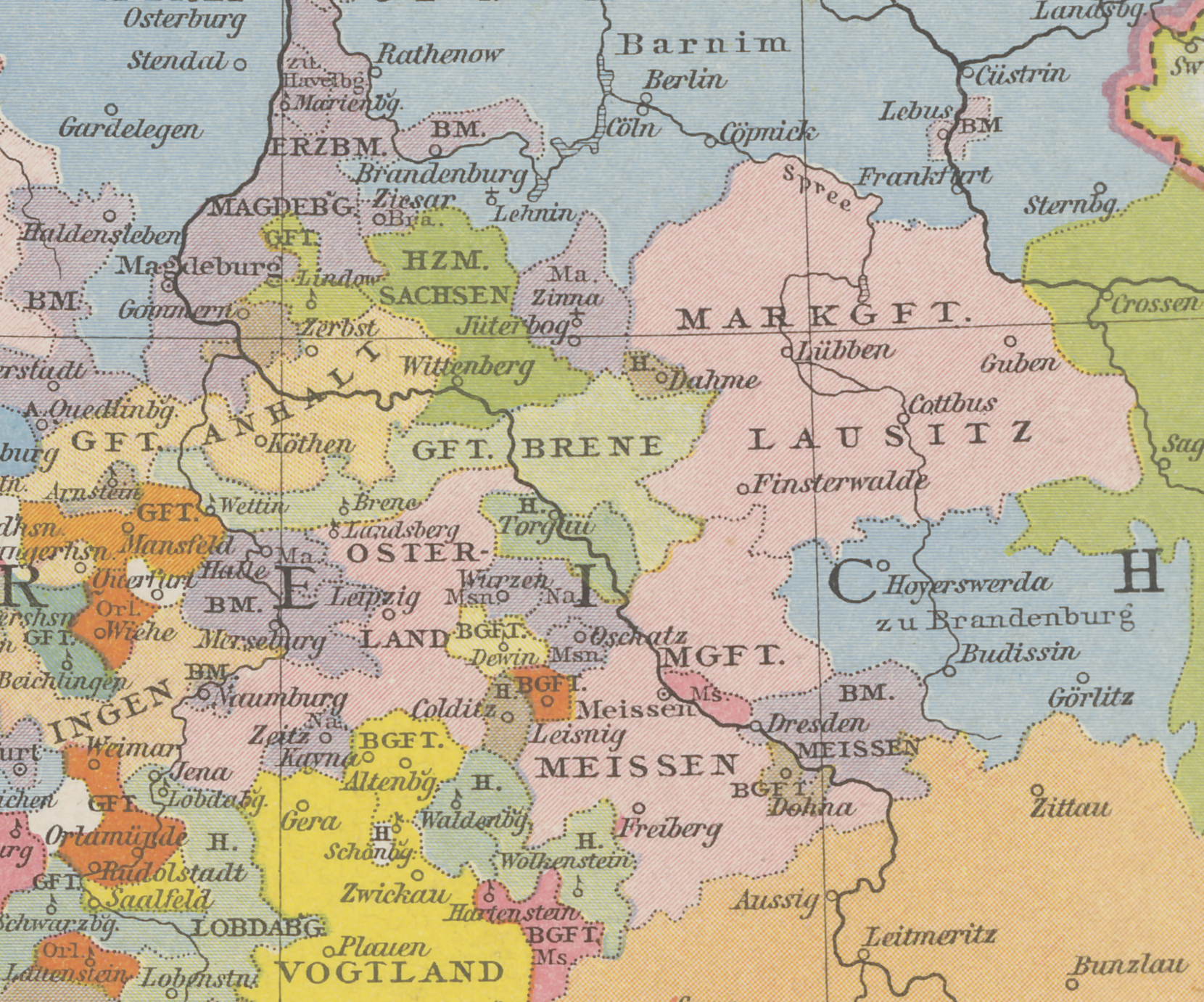
Лужицкая и Мейсенская марка, графство Брена и окрестные владения в 1150 году

В 1147 году как король Германии Конрад III отправился в Святую землю во Второй крестовый поход. В то же время Конрад присоединился к Генриху Льву, Альбрехту Медведю и архиепископам Магдебурга и Бремена, чтобы организовать крестовый поход против ободритов и вагров. В августе Конрад и Альберт сосредоточили свои силы в Магдебурге. Князь ободритов Никлот был осаждён и был вынужден принять христианство и заключить мир.
В последние годы правления Конрад дважды совершал паломничество в Святую землю. Также он завершил постройку монастыря Петерсберг под Галле на горе Лаутерберг, начатую ещё его покойным братом Деди. В этом монастыре Конрад 30 ноября 1156 года принял монашество, разделив свои владения между пятью сыновьями. Он умер 5 февраля 1157 года и был похоронен там рядом со своей женой Лиутгардой.
Владения Конрада были разделены следующим образом: старший из выживших сыновей, Оттон II Богатый, наследовал ему в Мейсене; следующий по старшинству, Дитрих II, получил Нижнелужицкую и Ландсбергскую марки, а также графство Айленбург; Деди III Толстый получил Гройч и Рохлиц; Генрих I получил графство Веттин; младший из сыновей, Фридрих, получил графство Брена.

## Брак и семья
Жена: ранее 1119 года Лиутгарда фон Элхинген-Равенштайн (ум. 19 июня 1146), дочь Адальберта, графа фон Эльхинген-Равенштейн, и Берты фон Штауфен, дочери герцога Швабии Фридриха фон Бюрена.
- Генрих (ум. в детстве)
- Оттон II Богатый (ок. 1125 — 18 февраля 1190), маркграф Мейсена с 1156
- Ода (ум. 1190), аббатиса в Гербштедте
- Берта, аббатиса в Гербштедте
- Гертруда (ум. 1191), замужем за Германом III Пфальцским (ум. 1156), а потом за Гюнтером II Шварцбургом (ум. 1197), графом Кефернбургским
- Дитрих II фон Ландсберг (ум. 9 февраля 1185), граф Айленбурга и маркграф Нидерлаузица, маркграф Ландсберга
- Адела (Адельгейда) (ум. 23 октября 1181), замужем за Свеном III Датским (ок. 1125 — 23 октября 1157), вторым браком — за Адальбертом Ангальтским (ум. 1171), графом Балленштедтским
- Деди III Толстый (ум. 16 августа 1190), граф фон Рохлиц, граф фон Гройч, маркграф Нидерлаузицский
- Агнесса (ум. 22 января 1203), аббатиса в Кведлинбурге
- Генрих I (27 февраля 1142 — 30 августа 1181), граф Веттина
- Фридрих (1142/1145 — 4 января 1182), граф Брены